# Thomas Aloysius Boland
Thomas Aloysius Boland (* 17. Februar 1896 in Orange, New Jersey, USA; † 16. März 1979 ebenda) war ein US-amerikanischer römisch-katholischer Geistlicher und Erzbischof von Newark.

## Leben
Thomas Aloysius Boland studierte zunächst am Seton Hall College und anschließend am Päpstlichen Nordamerika-Kolleg in Rom. Hier empfing er am 23. Dezember 1922 die Priesterweihe für das Bistum Newark und lehrte anschließend Moraltheologie und Kanonisches Recht.
Am 21. Mai 1940 ernannte ihn Papst Pius XII. zum Titularbischof von Hirina und zum Weihbischof in Newark. Die Bischofsweihe spendete ihm der Erzbischof von Newark, Thomas Joseph Walsh, am 25. Juli desselben Jahres. Mitkonsekratoren waren der Bischof von Trenton, William Aloysius Griffin, und der Bischof von Camden, Bartholomew Joseph Eustace.
Papst Pius XII. ernannte ihn am 21. Juni 1947 zum Bischof von Paterson. Nach dem Tod Erzbischof Walshs wurde er am 15. November 1952 zum zweiten Erzbischof von Newark ernannt. Die Amtseinführung fand am 14. Januar des folgenden Jahres statt.
1954 konnte er die neuerrichtete Sacred Heart-Kathedrale einweihen. In den Rassenunruhen der Jahre 1960 und 1967, den sogenannten Newark Riots, setzte sich Boland für die Bürgerrechte der Afroamerikaner ein.
Er nahm an allen vier Sitzungsperioden des Zweiten Vatikanischen Konzils als Konzilsvater teil.
Papst Paul VI. nahm am 25. März 1974 seinen altersbedingten Rücktritt an.